# Liste des édifices labellisés « Architecture contemporaine remarquable » des Alpes-Maritimes
Cet article recense les édifices labellisés « Architecture contemporaine remarquable » des Alpes-Maritimes, en France.

## Liste
| Monument | Commune                  | Adresse                                                            | Coordonnées                      | Notice     | Date | Illustration                  |
| --- | ------------------------ | ------------------------------------------------------------------ | -------------------------------- | ---------- | ---- | ----------------------------- |
| Église du Sacré-Cœur                                                                                            | Antibes                  | 10 rue Directeur-Chaudon                                           | 43° 34′ 48″ nord, 7° 07′ 05″ est | ACR0001261 | 2006 | Image manquante Téléverser    |
| Fondation Hans Hartung et Anna-Eva Bergman                                                                      | Antibes                  | 173 chemin du Valbosquet                                           | 43° 36′ 16″ nord, 7° 05′ 38″ est | ACR0001262 | 2012 | Image manquante Téléverser    |
| Villa Aujourd'hui                                                                                               | Antibes                  | 1546 boulevard du Maréchal-Juin                                    | 43° 33′ 18″ nord, 7° 07′ 19″ est | ACR0001263 | 2000 | Villa Aujourd'hui             |
| Villa La Calade                                                                                                 | Antibes                  | Chemin du Pas-du-Diable                                            | 43° 33′ 23″ nord, 7° 07′ 20″ est | ACR0001264 | 2000 | Image manquante Téléverser    |
| Chalet Capron                                                                                                   | Beuil                    | Quartier Devens                                                    | 44° 05′ 37″ nord, 6° 58′ 30″ est | ACR0001265 | 2006 | Image manquante Téléverser    |
| Musée national Fernand-Léger                                                                                    | Biot                     | Chemin du Val-de-Pome                                              | 43° 37′ 20″ nord, 7° 06′ 43″ est | ACR0001266 | 2000 | Musée national Fernand-Léger  |
| Gare maritime                                                                                                   | Cannes                   | Promenade de la Pantiero Jetée Albert-Édouard                      | 43° 33′ 06″ nord, 7° 00′ 50″ est | ACR0001267 | 2006 | Gare maritime                 |
| Marché Forville                                                                                                 | Cannes                   | Place Forville                                                     | 43° 33′ 08″ nord, 7° 00′ 44″ est | ACR0001268 | 2006 | Marché Forville               |
| Maison Isola Serena                                                                                             | Cannes                   | 1 et 6 avenue Fiesole                                              | 43° 32′ 57″ nord, 6° 59′ 04″ est | ACR0001269 | 2000 | Image manquante Téléverser    |
| Observatoire de Super-Cannes                                                                                    | Cannes                   | 8 avenue de la Gare-du-Funiculaire                                 | 43° 33′ 28″ nord, 7° 02′ 43″ est | ACR0001270 | 2000 | Observatoire de Super-Cannes  |
| Siège syndical de la CGT                                                                                        | Cannes                   | 13 rue du Docteur-Budin                                            | 43° 33′ 11″ nord, 7° 00′ 42″ est | ACR0001271 | 2006 | Image manquante Téléverser    |
| Théâtre de plein air Jean-Cocteau                                                                               | Cap-d'Ail                | Chemin des Oliviers                                                | 43° 43′ 29″ nord, 7° 23′ 56″ est | ACR0001273 | 2000 | Image manquante Téléverser    |
| Piscine Tournesol                                                                                               | Carros                   | Route du Planet                                                    | 43° 46′ 50″ nord, 7° 12′ 12″ est | ACR0001274 | 2006 | Image manquante Téléverser    |
| Village de Castillon                                                                                            | Castillon                |                                                                    | 43° 50′ 05″ nord, 7° 27′ 42″ est | ACR0001275 | 2006 | Image manquante Téléverser    |
| Tombeau de la famille Riou-Aune                                                                                 | Châteauneuf-Grasse       |                                                                    | 43° 39′ 52″ nord, 6° 58′ 12″ est | ACR0001276 | 2000 | Image manquante Téléverser    |
| Ancienne chaufferie centrale des parfumeurs                                                                     | Grasse                   |                                                                    | 43° 39′ 30″ nord, 6° 55′ 22″ est | ACR0001472 | 2006 | Image manquante Téléverser    |
| Villa Norah | Grasse                   | 5 avenue Francis-de-Crosset                                        | 43° 40′ 08″ nord, 6° 56′ 25″ est | ACR0001278 | 2000 | Image manquante Téléverser    |
| VVF Le Clavary                                                                                                  | Grasse                   | Chemin le Clavary                                                  | 43° 37′ 11″ nord, 6° 55′ 52″ est | ACR0001279 | 2006 | Image manquante Téléverser    |
| Hameau de Castellaras-le-Neuf                                                                                   | Mouans-Sartoux           | Chemin de Castellaras                                              | 43° 37′ 34″ nord, 6° 59′ 03″ est | ACR0001280 | 2000 | Image manquante Téléverser    |
| Faculté des lettres                                                                                             | Nice                     | 98 boulevard Édouard-Herriot                                       | 43° 41′ 32″ nord, 7° 14′ 15″ est | ACR0001281 | 2006 | Faculté des lettres           |
| Hôtel des Postes                                                                                                | Nice                     | Rue Adolphe-Thiers Rue Gounod                                      | 43° 42′ 12″ nord, 7° 15′ 39″ est | ACR0001282 | 2000 | Hôtel des Postes              |
| Musée Marc-Chagall                                                                                              | Nice                     | 36 avenue du Docteur-Ménard                                        | 43° 42′ 32″ nord, 7° 16′ 08″ est | ACR0001283 | 2000 | Musée Marc-Chagall            |
| Palais Mary | Nice                     | 53 promenade des Anglais 1 rue Andrioli                            | 43° 41′ 37″ nord, 7° 15′ 16″ est | ACR0001284 | 2015 | Image manquante Téléverser    |
| Résidence Le Capitole                                                                                           | Nice                     | Promenade des Anglais Rue Andrioli Rue Saint-Philippe              | 43° 41′ 02″ nord, 7° 14′ 05″ est | ACR0001285 | 2015 | Image manquante Téléverser    |
| Résidence Le Forum                                                                                              | Nice                     | Promenade des Anglais Boulevard Gambetta Rue Saint-Philippe        | 43° 41′ 02″ nord, 7° 14′ 05″ est | ACR0001286 | 2015 | Image manquante Téléverser    |
| Résidence L'Escurial                                                                                            | Nice                     | 27-29 rue Alphonse-Karr 21 avenue Georges-Clémenceau               | 43° 42′ 05″ nord, 7° 15′ 49″ est | ACR0001287 | 2015 | Image manquante Téléverser    |
| Résidence Le Palladium                                                                                          | Nice                     | 2 boulevard Tzaréwitch 77 bis boulevard Gambetta Impasse Palladium | 43° 42′ 10″ nord, 7° 15′ 20″ est | ACR0001288 | 2015 | Image manquante Téléverser    |
| Résidence Les Loggias                                                                                           | Nice                     | 87 promenade des Anglais                                           | 43° 41′ 31″ nord, 7° 14′ 56″ est | ACR0001289 | 2015 | Image manquante Téléverser    |
| Résidence Les Mimosas                                                                                           | Nice                     | 82 boulevard René-Cassin                                           | 43° 40′ 11″ nord, 7° 13′ 13″ est | ACR0001290 | 2015 | Image manquante Téléverser    |
| Villa Arson : école nationale supérieure d'art et centre national d'art contemporain ; bâtiment de Michel Marot | Nice                     | 20 avenue Stephen-Liegard                                          | 43° 43′ 16″ nord, 7° 15′ 12″ est | ACR0001584 | 2000 | Image manquante Téléverser    |
| Chapelle Saint-Martin                                                                                           | Peille                   |                                                                    | 43° 47′ 26″ nord, 7° 23′ 35″ est | ACR0001292 | 2007 | Image manquante Téléverser    |
| Viaduc d'Erbossiera                                                                                             | Peille                   |                                                                    | 43° 47′ 26″ nord, 7° 23′ 35″ est | ACR0001293 | 2000 | Viaduc d'Erbossiera           |
| Tombe de Le Corbusier                                                                                           | Roquebrune-Cap-Martin    | Cimetière                                                          | 43° 45′ 53″ nord, 7° 27′ 49″ est | ACR0001294 | 2000 | Image manquante Téléverser    |
| Silos de la carrière                                                                                            | Saint-André-de-la-Roche  | Route de Levens                                                    | 43° 44′ 56″ nord, 7° 17′ 06″ est | ACR0001295 | 2006 | Image manquante Téléverser    |
| Unité de retraite Riviera 2                                                                                     | Saint-Cézaire-sur-Siagne | Route de Grasse                                                    | 43° 38′ 58″ nord, 6° 48′ 26″ est | ACR0001296 | 2014 | Image manquante Téléverser    |
| Résidence Saint-Hospice                                                                                         | Saint-Jean-Cap-Ferrat    | 2 chemin Saint-Hospice                                             | 43° 41′ 09″ nord, 7° 20′ 33″ est | ACR0001297 | 2007 | Image manquante Téléverser    |
| Résidence Horizon 80                                                                                            | Saint-Laurent-du-Var     | 131 avenue Verdun                                                  | 43° 39′ 31″ nord, 7° 11′ 33″ est | ACR0001298 | 2006 | Image manquante Téléverser    |
| Fondation Maeght                                                                                                | Saint-Paul-de-Vence      | 623 chemin des Gardettes                                           | 43° 42′ 09″ nord, 7° 07′ 00″ est | ACR0001299 | 2000 | Fondation Maeght              |
| Fort Saint-Roch                                                                                                 | Sospel                   |                                                                    | 43° 52′ 35″ nord, 7° 26′ 59″ est | ACR0001300 | 2000 | Fort Saint-Roch               |
| Gare de Saint-Dalmas-de-Tende                                                                                   | Tende                    | Chemin de Casterino                                                | 44° 03′ 18″ nord, 7° 34′ 53″ est | ACR0001301 | 2000 | Gare de Saint-Dalmas-de-Tende |
| Palais Bulles                                                                                                   | Théoule-sur-Mer          | Boulevard de l'Esterel                                             | 44° 05′ 07″ nord, 7° 35′ 33″ est | ACR0001302 | 2000 | Palais Bulles                 |
| Résidence Port-la-Galère                                                                                        | Théoule-sur-Mer          |                                                                    | 43° 30′ 31″ nord, 6° 56′ 21″ est | ACR0001303 | 2000 | Image manquante Téléverser    |
| Centre de vie Sophia Antipolis                                                                                  | Valbonne                 | Place Méjanes                                                      | 43° 37′ 21″ nord, 7° 02′ 47″ est | ACR0001304 | 2007 | Image manquante Téléverser    |
| Le Grand Palais                                                                                                 | Vallauris                | 83 avenue des Frères Roustan                                       | 43° 34′ 01″ nord, 7° 04′ 42″ est | ACR0001305 | 2007 | Image manquante Téléverser    |
| Clinique Les Cadrans solaires (centre de broncho-pneumologie)                                                   | Vence                    | 11 route de Saint-Paul                                             | 43° 43′ 05″ nord, 7° 07′ 09″ est | ACR0001306 | 2006 | Image manquante Téléverser    |
| Villa Laude et Dujardin                                                                                         | Villefranche-sur-Mer     | Lotissement du Castellet Avenue Galtier                            | 43° 42′ 57″ nord, 7° 18′ 59″ est | ACR0001308 | 2006 | Image manquante Téléverser    |
| Villa Les Jacarandas                                                                                            | Villefranche-sur-Mer     | 90 chemin du vinaigrier                                            | 43° 42′ 57″ nord, 7° 19′ 16″ est | ACR0001307 | 2014 | Image manquante Téléverser    |
| Station balnéaire Marina Baie des Anges                                                                         | Villeneuve-Loubet        |                                                                    | 43° 37′ 56″ nord, 7° 08′ 04″ est | ACR0001309 | 2000 | Image manquante Téléverser    |
| Villa Barberis                                                                                                  | Villeneuve-Loubet        | 2750 bis avenue du Logis-de-Bonneau                                | 43° 37′ 36″ nord, 7° 07′ 39″ est | ACR0001310 | 2006 | Image manquante Téléverser    |